# Пшедборовиці
Пшедборовиці (пол. Przedborowice, нім. Herberstein) — село в Польщі, у гміні Павловички Кендзежинсько-Козельського повіту Опольського воєводства.
Населення — 80 осіб (2011).

## Демографія
Демографічна структура станом на 31 березня 2011 року:
|          | Загалом | Допрацездатний вік | Працездатний вік | Постпрацездатний вік |
| -------- | ------- | ------------------ | ---------------- | -------------------- |
| Чоловіки | 42      | 8                  | 33               | 1                    |
| Жінки    | 38      | 5                  | 26               | 7                    |
| Разом    | 80      | 13                 | 59               | 8                    |